# Paul Vernon
Paul „Sailor“ Vernon (* 5. Juli 1949 in Hampstead (London), Vereinigtes Königreich; † 9. Dezember 2024 in Virginia, USA) war ein britischer Bluesexperte, Schallplattensammler und -händler, Gründer und Herausgeber von Zeitschriften und Autor.

## Biografie
Vernon wuchs im Nordwesten Londons auf. Seine ersten musikalischen Erfahrungen machte er durch die Plattensammlung seines Vaters, der eine Vorliebe für den Hot Club de France mit Django Reinhardt und Jazz im Allgemeinen hatte. Bereits als Jugendlicher wurde Vernon ein Blues-Fan, begann Bücher und Zeitschriften zum Thema Blues zu lesen und Blues-Schallplatten zu kaufen. Sein erstes Blues-Livekonzert war das vierte American Folk Blues Festival 1965 in London, dem im Laufe der Zeit zahlreiche weitere Konzertbesuche folgen sollten, bei denen er viele der Bluesmusiker auch persönlich kennen lernte.
Vernon begann auch, alte original 78er Schellackplatten zu sammeln und sich mit Gleichgesinnten auszutauschen, wie etwa Bruce Bastin, Mike Rowe oder Bill Greensmith. Dieses Netzwerk von Blues-Enthusiasten und -Experten wuchs mit der Zeit beständig und umfasste auch Namen wie zum Beispiel Paul Oliver, Mike Leadbitter, Simon Napier, John Broven und Chris Strachwitz. 1968 veröffentlichte Vernon seinen ersten Artikel über Vorkriegs-Country-Blues-78er im Magazin „Blues World“. Im gleichen Jahr brachte er im Eigenverlag eine etwa 70-seitige Sun-Diskografie mit dem Titel „The Sun Legend“ heraus, die er in Musikmagazinen bewarb und mit einigem Erfolg verkaufte.
Mitte der 1970er Jahre wurde Vernon auch Plattenhändler; er kaufte Sammlungen auf, etwa aus Nachlässen, und bot die Platten zum Verkauf an, zum Beispiel über Auktionslisten, die er zusammenstellte. Daraus entwickelte sich die mit Schreibmaschine und Cut-and-Paste zusammengestellte Zeitschrift „Sailor’s Delight“, die Auktionslisten, Texte und Bilder enthielt. 1984 übernahm Vernon von Mark Sinclair Harris, der sich zurückziehen wollte, das Magazin „Pickin’ the Blues“ und kombinierte es mit „Sailor’s Delight“ zu einem neuen Magazin namens „Blues & Rhythm. The Gospel Truth“, das professioneller aufgemacht war und regelmäßiger erschien. Zur gleichen Zeit übernahm er die Leitung des Vertriebslabels „Rapid Records“. 1986 gab Vernon beide Jobs auf, übergab die Leitung des Magazins an Tony Burke und zog nach San Francisco. In den folgenden Jahren lebte er abwechselnd in Kalifornien und England.
In San Francisco gründete er nach dem Muster von „Sailor’s Delight“ ein neues Verkaufsmagazin, „Old Sailor’s Almanac“, das jedoch nur drei Ausgaben erlebte. In dieser Zeit wuchs Vernons Interesse an ethnischen Musikaufnahmen, insbesondere von portugiesischem Fado. 1992 veröffentlicht er im Magazin „Folk Roots“ den Artikel Chasing the Fado, dem weitere Artikel über historische Musikaufnahmen aus Griechenland, Kuba, Sardinien, Albanien und anderen Gegenden der Welt folgten. Er gründete die Firma „Ethnic Shellac“, um wieder Schallplattenhandel zu betreiben. Ab 1995 veröffentlichte er eine Reihe von Büchern zu Themen, mit denen er sich bisher befasst hatte. Er arbeitete an verschiedenen Fernsehprojekten mit, darunter The Blues von Martin Scorsese. Mit Gene Deitch, den er in Prag kennen lernte, brachte er im Jahr 2000 dessen Aufnahmen eines Konzerts von John Lee Hooker von 1949 unter dem Titel The Unknown John Lee Hooker zur Veröffentlichung, gefolgt 2001 von einer Doppel-CD mit Deitchs Aufnahmen eines Auftritts von Pete Seeger in Prag 1964.
2006 wurde das Blues & Rhythm Magazine von Paul Vernon und Tony Burke in die Kategorie „Classics of Blues Literature“ der Blues Hall of Fame aufgenommen. 2008 erschienen Vernons Erinnerungen Last Swill and Testament: The Hilarious, Unexpurgated Memoirs of Paul „Sailor“ Vernon, Blues Fanatic, Rare Record Dealer, Ligger, Erstwhile Bon Viveur & Friend to the Stars, worauf der vorliegende Artikel im Wesentlichen basiert.
Paul „Sailor“ Vernon starb am 9. Dezember 2024 in Virginia, USA, wo er zuletzt gelebt hatte.

## Bibliografie
- Paul Vernon: The Sun Legend. Eigenverlag, 1968[25]
- Paul Vernon: Ethnic and Vernacular Music on Record 1898–1960: A Resource and Guide to Recordings. Greenwood, UK, 1995[26]
- Paul Vernon: A History of the Portuguese Fado. Ashgate, Aldershot, UK, 1998[27]
- Paul Vernon: African-American Blues, Rhythm and Blues, Gospel and Zydeco on Film and Video, 1924–1997. Routledge, UK, 1999[28]
- Paul Vernon: Jean „Django“ Reinhardt: A Contextual Bio-Discography 1910–1953. Ashgate, Burlington, USA, 2003[29]
- Paul „Sailor“ Vernon: Last Swill and Testament: The Hilarious, Unexpurgated Memoirs of Paul „Sailor“ Vernon, Blues Fanatic, Rare Record Dealer, Ligger, Erstwhile Bon Viveur & Friend to the Stars. Music Mentor Books, UK, 2008[24]